# Alec McCowen
Alexander Duncan "Alec" McCowen, född 26 maj 1925 i Royal Tunbridge Wells i Kent, död 6 februari 2017 i London, var en brittisk skådespelare.
Utbildad vid RADA (Royal Academy of Dramatic Art). Filmdebut 1953 i Det grymma havet. Han spelade huvudsakligen på scen, och är berömd för sin one-man show, där han reciterar hela Markusevangeliet.
Bland hans filmer märks Frenzy (1972), Forever Young (1983) och Never Say Never Again (1983) samt TV-serien Mr Palfrey of Westminster (1984).